# Diecezja Alagoinhas
Diecezja Alagoinhas (łac. Dioecesis Alacunensis) – diecezja Kościoła rzymskokatolickiego w Brazylii. Należy do metropolii São Salvador da Bahia i wchodzi w skład regionu kościelnego Nordeste III. Została erygowana przez papieża Pawła VI w dniu 28 października 1974.

## Główne świątynie
- Katedra: Katedra św. Antoniego w Alagoinhas

## Biskupi diecezjalni
- José Floriberto Cornelis OSB (1974-1986)
- Jaime Mota de Farias (1986-2002)[1]
- Paulo Romeu Dantas Bastos (2002–2021)[1]
- Francisco de Oliveira Vidal (od 2022)